# 滿大人 (漫威漫畫)
滿大人（英語：Mandarin），本名可汗（Khan），是一位在漫威漫畫的超級反派，由史丹·李、拉里·李伯、唐·赫克與傑克·科比共同創造。
滿大人首次出現於《懸疑故事》（Tales of Suspense）第50期（1964年二月），他是鋼鐵人裡主要的敵人跟最大的敵手。
2009年，IGN將滿大人列為漫畫史上百大反派中的第81名。

## 故事背景
可汗（Khan）出生於民國初年（約1920年左右）的中國，擁有成吉思汗的血統，母親是一名英國貴族，故此滿大人是中蒙英混血。
可汗出生不久後父母便雙亡，後來在叔父的養育下長大，自幼便接受科學和武術的訓練，並在中國國民黨中坐有高位。但在之後的時局變動與戰亂下使可汗失去了擁有的一切，因此也讓他從此自稱“滿大人”並開始立志要報復社會和摧毀人類文明。
到了現代，滿大人决定捲土重來再創輝煌，不過時代卻早已不屬於他，但這卻沒能讓他放棄自己的野心。
他手上持有共十枚擁有不同魔力的戒指，而十枚戒指則分別戴在十根手指上，也是一個名符其實的富可敵國的人，而且更利用了自己的戒指的力量收編了好幾個越南傭兵團。
之後，滿大人便開始盯上了東尼·史塔克，而且還利用東尼前往越南視察史塔克工業研發出的晶片時在旅程中绑架他以做為日後统一世界的最大資金來源。
但東尼被绑架後，卻也因禍得福地成為了超級英雄鋼鐵人，滿大人則因此而感到極度的憤怒，並誓言要殺了東尼，於是滿大人便開始秘密策劃一項足以顛覆世界的大陰謀，而得知滿大人的邪惡野心的鋼鐵人，也在這之後開始了與滿大人一場又一場驚心動魄的死鬥。

## 能力
滿大人是一個武術大師，窮究武術奧秘的他更早已掌握了氣的運用，配合他強悍的武術技巧甚至可以徒手拆解掉鋼鐵人的裝甲。
除此之外他也是漫威宇宙中的天才科學家之一。
滿大人除了本身強悍外，他更有蒐集到的十枚具有神秘力量的魔法戒指。
漫威漫畫中少數的亞裔漫畫角色。

### 十枚魔戒
| 手指   | 左手 | 右手 |
| ------ | --- | --- |
| 小指   | 冰風暴 能夠發射凍結的能量，使路徑上的空氣凍結並使目標降至幾近絕對零度。雕刻在其上的寶石是天藍色的多個膠囊狀圓柱並排。 | 黑體射線 能夠創造出一片可吸收一切光線的區域。雖然原文的"黑光"一般是指紫外線的一種，這邊滿大人創造出的比較像是"黑暗力場"，能夠藉由吸收光線來創造黑暗。雕刻在其上的寶石是四個藍黑色的小點成正方形的排列。 |
| 無名指 | 心靈增幅器 能夠增幅持有者的心理能量，讓單一或多數的人聽從他的指揮或把他的想法視作現實。滿大人一般用它創造幻覺。雕刻在其上的寶石是一顆藍色寶石。                                                                                               | 切割光束 能夠發射出破壞一切物質、分子和元素之間的鏈結的能量束，每次使用之間必須有20分鐘的冷卻時間。雕刻在其上的寶石是一些金黃色的方塊。 |
| 中指   | 閃電風暴 能夠催動電流，電流的能量上限不明。雕刻在其上的寶石是綠色的折線狀。 | 渦流 能夠催動空氣並形成高速旋轉的旋風。創造出來的旋風可以作為武器使用、托起物體和用作運輸戒指持有者的移動手段。雕刻在其上的寶石是藍色的圓圈狀. |
| 食指   | 火焰爆炸 发射出的红外辐射（也就是热量）由穿用者精神上确定强度。一般来说，这种热量通过灼烧爆炸范围内的空气分子来释放火焰。可以使用的热束触发化学爆炸。可以生成的最大热量未知。宝石与“干冰喷射环”有着相似的形状，但具有四个胶囊，而且是红色的。 | 打激光束 能夠投影出各种形式的能量，最常见的是快中子与巨大的震荡力。戒指亦可以被用来投射强烈的声波振动和创建吸引或排斥的对象的电磁波，或者也能发射其他形式的能量，而且它已被用于发送钢铁侠通过一座山丘。宝石的形状像一颗星星，呈紫色（或红色）。                                                                                                 |
| 拇指   | 白光 能夠沿著电磁波谱发出各种形式的能量。它被用来创建强大的引力，足以让钢铁侠自己把自己埋进土里。宝石的形状像两个白色的圆圈，镶在金子上（就像是一对眼睛）。                                                                                   | 物质重组器 能夠重新排列物质的原子和分子，或加快或减慢他们的运动，从而产生不同的效果。环已被用于水蒸汽凝结空气中的液态水，凝华气体，创造含有致命毒气的空气，将一群男性石化，把一个人变成甲虫，把山变成一头岩石怪物，并从地上制作出一只石手来握住钢铁侠。环不能改变元素或令铁人的磁束增强装甲的原子和分子重新排列。宝石的形状像一个小的紫色圆圈。 |

## 其他媒體

### 電影
- 漫威電影宇宙
  - 《鋼鐵人3》（2013年）：由班·金斯利飾演戲劇演員崔佛·史萊特利（英语：Trevor Slattery），假冒為十環幫（英语：Ten Rings (organization)）首領滿大人，蓋·皮爾斯飾演的奧德區·齊禮安（英语：Aldrich Killian）亦宣稱自己為滿大人。
  - 《尚氣與十環傳奇》（2021年）：由梁朝偉飾演徐文武（英语：Wenwu），是尚氣和夏靈的父親，十環幫的首領。文武在歷史上有眾多稱號，包括「戰士王」、「可汗大師」、「地球上最危險的人」等。而「滿大人」則是在《鋼鐵人3》期間，美國恐怖分子盜用其十環幫的名號並自行捏造的化名。班·金斯利亦在電影中回歸飾演崔佛·史萊特利。

### 電視劇
- 漫威電影宇宙：
  - 《王者萬歲（英语：All Hail the King）》（2014年）：由本·金斯利回歸飾演「假滿大人」崔佛·史萊特利。短片中揭示齊禮安與史萊特利冒用了滿大人的名號，而真正的滿大人另有其人。
  - 《無限可能：假如…？》第二季（2023年）：動畫劇集，由費奧多爾·錢（英语：Feodor Chin）配音演出，聲演徐文武（英语：Wenwu），是十環幫的首領。於第七集裏遇上被驅逐的阿斯嘉「死亡女神」海拉，並與她打敗奧丁，後來更一起征服宇宙。

### 遊戲
- 《MARVEL未來之戰》：手機遊戲，文武是玩家可使用角色之一。
- 《漫威超級戰爭》：手機遊戲，文武是玩家可使用角色之一。

## 外部連結
- Mandarin （页面存档备份，存于） at Marvel.com